# サツリクルート
『サツリクルート』は、原作：MITA、作画：吉宗による日本の漫画。

## あらすじ
不況に喘ぎながらもかろうじて繁栄を築いていた日本。しかしある日唐突に起きた大恐慌、後に『スコーチド』と呼ばれる事件によって、国家は瞬く間に力を失ってしまった。だが、その大恐慌の最中においても力を蓄えることに成功した企業達も存在し、その中でも最も力を持つに至った4大財閥が権力を手中に治め、生活のほぼ全てが彼らを中心に回るようになった。
4大財閥の1つ、蓼丸財閥の御曹司である『蓼丸カズヤ』も自身の権力を活かし、己の目的のために邁進しようとしていたが、その目論見は蓼丸財閥内の派閥争いによってCEOであった父が更迭され、あっけなく崩れ去ってしまう。蓼丸財閥の没落、周囲の人間による掌返しなど、矢継ぎ早に起きる不測の事態に混乱するカズヤだったが、そんな彼に蓼丸が没落する未来を予言していた女性が現れる。
『アガリ』と名乗った女性は悪魔の正体を表してカズヤにある契約を持ちかける。それは魔法のような『能力』を譲渡する代わりに、就職活動で一度でも不合格となれば即死亡するという、悪魔と契約を交わした人間と、人間を利用する悪魔達の思惑が交差する、就職活動を舞台としたサバイバルデスゲーム。己を利用する者を見返すために、再び支配者に舞い戻るために、殺戮（サツリク）に彩られた就職活動（リクルート）の幕が上がる。

## 登場人物

### 主要人物
蓼丸カズヤ（たでまる カズヤ）
本作の主人公。蓼丸財閥の跡取りとして英才教育を受けているおかげで尊大な態度と言動が目立ち、「自分が利用される」ということを何よりも嫌う性格をしている。一方で成果を出した者に対してはしかるべき報酬を与えるべきだという理念も持っているため、自分の役に立った者には誰であろうと必ず相応の礼をする。蓼丸財閥の跡取りではあるが実際は養子であり、父である蓼丸豪とも血は繋がってはいない。蓼丸豪と同じ珍しい血液型を持っているため、新鮮な血液パックとして側に置かれているだけに過ぎなかった。財閥のころの生活習慣が残っているため、無駄な物は食べることもせず、資金も尽きそうになっている中でもケータリングを呼ぶなど、自身の食事に関しては一切妥協はしない。結果、気づいたら貯金が底を突いた。常々、支配者に舞い戻ると言ってはばからないが、その発言の根底にあるのは、愚かな支配者が弱者を理不尽に利用し、虐げるという腐った環境を自分が変える確かな信念によるものである。
蓼丸財閥の没落により、ほとんど無一文の状態になってしまうが、悪魔アガリとの契約により得た能力『消失（デリート）』によって就職活動に挑むことになる。当初は金持ちであった自身の環境と庶民の意識の差が全く理解出来ていなかったが、アガリと契約を結んで能力を得てからは、頭の回転の速さや能力の使用によって数々の面接を切り抜けている。
単行本のスピンオフ『サツリクルート0』では面接官として登場。この時点では悪魔のことは知らないが、不可思議な内定を築いている就活生の面接に不審を抱き、悪魔の存在に辿り着こうとしていた。
消失（デリート）
発動すると自分、他人に関わらず直前にした発言を一つだけ消せる能力。発言を消すと周囲の人間も含めその時の記憶が消失し、何を言った(消した)のか覚えているのはカズヤのみとなる。カズヤはこの能力を利用して面接官の好物を聞き出し、その発言を消して改めて自分が当てて見せるという「好物当て」を面接のカードの1つとして使用している。範囲内の人間の記憶を削除するという特徴上、相手が当事者である限り「悪魔の能力の発動を感知できる」という特徴の影響を受けづらい(前後の繋がりの齟齬から気づかれはする)。最初は10回程能力の使用が可能であったが、途中でカズヤの命に見合った価値として4回に減らされてしまう。しかしカズヤの根底にある信念を知ったアガリが対等の契約として協力を求めてからは回数無制限になっている。能力の制限は以下の通り。
- 一人の人間が続けて喋るのであればそれら全てが1つの言葉として適応されるので、演説などに能力を使用すれば、内容が丸々消えてしまう。
- その演説の途中で別の人間が発言した場合は能力の対象がそちらの発言に移ってしまい、それよりも前の演説の内容は消すことが出来なくなる。
- 一度能力を使用したら再び誰かが何かを発言するまで使用出来ない。そのため、連続で使用して発言を遡り面接の内容を全て消すということは出来ない。
- 電話や通信機越しに発言を消すことも可能。

アガリ
カズヤと契約した妖艶な女悪魔のパートナー。自分達の大望を果たすため、カズヤを『トロイ』と呼ばれる存在に仕立て上げるべく近付いてきた。カズヤに対して当初はあくまでも自分達に有用な『駒』としての働きを期待をしていたようだが、カズヤの本心を知ってからは対等の契約を結び、未だに目的などの全てを明かしてはいないがカズヤ達の協力者として動いている。所持している本来の能力は『十億消去（ビリオンデリート）』。世に存在する大量の言葉を消し去り、それらを発言する前まで時間を擬似的に巻き戻す。この能力によってアガリはある程度の未来を視ることが可能となっていた。しかしカズヤと契約して能力を譲渡している今は瞬き程度の未来しか視えないため、ほぼ無力化されているに等しい。
単行本のスピンオフ『サツリクルート0』にも僅かに登場。この時にエリゴスから受けた報告によってカズヤの存在を知った。
木村厳龍斎（きむら げんりゅうさい）
マモンと契約を結んだ就活生で、厳格な名前と相反するように女の子と間違われるくらい小柄で柔和な顔立ちをしている。悪魔達のゲームとして二人一組で面接し、就活生を比較するニコイチ面接でカズヤとぶつかった。能力を利用して面接を有利に進めていたが、『消失』で用意していた回答を丸ごと奪われるのを皮切りに、唐突なアドリブに対応出来ないという弱点をカズヤに見破られてしまう。本来ならばそのまま不合格となって契約通り敗死する運命であったが、悪魔達の意図に気付いたカズヤが自分と厳龍斎、両方の評価を跳ね上げるように誘導したおかげで、どちらかが落ちるニコイチ面接で二人共突破し、生存を果たしている。それ以来、カズヤに対しては命の恩人として絶大な信頼を寄せて仲間に加わっているが、行き過ぎた感情を抱いている節がある。そのため、いずみとは牽制し合っている。
弟と妹の世話を抱えている中で父が過労で倒れてしまったため、自分が何とかしなければならないという一家を背負う重圧からか、当初は能力を悪用するような性格であったが、ニコイチ面接の一件から改心し、グループディスカッションでもカズヤの馴れ初めを語るなど、助け合うことの素晴らしさに目覚めている模様。
過剰反応（オーバーリアクション）
対象が感じる評価や感情を30分の間、何十倍にも増幅する。この能力をかけた相手が少しでも好印象を持てば一気にその評価が跳ね上がるため、当たり障りのない回答を聞いただけで面接官が涙を流して厳龍斎を褒めちぎるという異様な光景が繰り広げられる。ただし、悪い印象も含めて増幅してしまうので、面接中に少しでもミスをすれば掌を返したように途端に罵倒が始まるという欠点も持っている。視界内の人間にまとめてかけられる能力であるため、大勢の人間を自分の意図した通りに扇動する使い方も出来る。「感情の制御を破綻させる」という副次的な特性を持っており、マルコシアスの能力を暴発させることに成功している。能力の制限は以下の通り。
- 効果時間は10分間で、一度使った相手には3日間再使用ができない。
- お互いを視界に捉える必要がある。そのため、盲目・睡眠中・気絶中・正面以外の位置にいる相手などには使えない。

小川いずみ（おがわいずみ）
ムルムルと契約した女性で感情をあまり表に出さない。イヌザらスのインターンシップに現れた能力者で、子供を駄洒落で笑わせようとして失敗するなどポンコツぶりを見せ付けていたが、それらはカズヤを油断させるためのセイヤの仕込みだった。元は玩具会社の社長の娘であったが、会社を蓼丸財閥に買収すると同時に会社は別事業に転換されてしまい、社員は全て即座にリストラされ、社長であった父親は自殺に追い込まれた過去を持っている。触りの良い言葉で父親を騙し、死に追いやった蓼丸財閥に対しては憎悪を抱いている。
前述の経緯から未だ蓼丸の名を名乗るカズヤも復讐するべき相手として見做し、自分の能力に嵌めて翻弄していたが、自分の力ではカズヤに勝てないことを悟ってしまう。復讐心に従った挙句に好きだった玩具会社にテロ行為を仕掛けるという愚行を後悔しながら、セイヤの能力で自爆して果てるつもりであったが、カズヤのおかげで命を救われている。その後はカズヤの仲間となり、隣の部屋に引っ越して来ており、敵対していた自分を命懸けで助けてくれた恩もあってか、カズヤに対しては仲間以上の感情を抱いているような描写がされている。
三点魅惑（スリーポイントチャーム）
『相手を笑わせる』『相手に「すき」と言わせる』『相手を質問に答えさせる』の3つの条件をクリアすることで対象の人物の性別を問わず、自分に惚れさせることが出来る。3つの条件を全て満たすことで対象者は10日の間、術者の質問に黙秘が出来なくなる。また口頭、文面を問わず、思考も含めて術者を貶すという行為は不可能となり、術者のいる場所では嘘もつけなくなる。能力の制限は以下の通り。
- 3つの条件をクリアする順番は問わない。
- 「すき」という言葉さえ口にすれば『す』と『き』で分割されていたり、別の言葉であっても構わない。
- 笑うという行為は表面上の作り笑いではなく、心の中でも笑っていなければ、条件を満たしたことにはならない。
- 能力をかけられるのは一人だけ。別の人物にもかける場合は10日待って能力が自然解除されるまで待つか、ほかの能力者の洗脳能力によって上書きされて消される必要がある。

角倉真人（かどくら まさと）
カズヤの引っ越してきたアパートの隣の部屋に済む就活生でヤンキー気質で喧嘩っ早く思い込みも激しい。悪魔の存在を知らないため、カズヤ達の能力などには気付いていない一般人だが、就職活動の長さから得た各企業の面接内容に関する知識は多く、失敗が一度も許されないカズヤ達にとっては思いがけない程に貴重な情報源となっており、彼の存在や言動が突破口となり手詰まりの状況が解決したこともある。また積極的な姿勢からか人脈などもかなり多く、先輩に泣き落としで面接に捩じ込んでもらったり、食べる物がないので家の畳を引き千切って貪り食うといったプライドのない行為も平気で行える、ある意味で凄まじい精神力の持ち主。実は既に4年留年している就職留年（新卒という就職に有利なカードを手放さないためにあえて留年する者）であり、カズヤ達よりも年上である。その悪い意味で蓄積されたキャリア故、自分と同類にある人間の感情には敏感である。
本作と同じくMITAが原作を務める別作品の漫画『ヒトクイ』にも似た容姿のキャラである門倉がスターシステムとして登場している。

### 能力者
棗はじめ（なつめ はじめ）
シトリーと契約した就活生で、悪魔に反抗したカズヤを殺すために送り込まれた就活生。人を見下すことに快感を覚える嗜好を持っており、友人を財閥侮辱罪に追いやり、飛び降り自殺で死んだ姿を見下ろして以来、死んだ人間を高みから見下ろす快感を得るという歪んだ願望を叶えるためだけに悪魔と契約した。『立場交換』の能力を利用してグループディスカッションをかき回し、財閥侮辱罪をカズヤに擦り付けて窮地に陥れるが、カズヤの『消失』によってディスカッションの発表に許された時間を狂わされてしまい、その場で一人だけ不合格となってしまった。悪あがきとしてカズヤに不合格を被せようとしたが、悪魔との契約は『不合格となった時点』で終了としているため、能力の使用は不可能となっていた。その時になってようやく自分が死ぬことに気付き、錯乱して会場を飛び出してしまうが、最終的には意識を乗っ取られて飛び降り自殺を図る惨めな最期を遂げた。
立場交換（エクスチェンジ）
自分と対象となる人物の位置と共に立場や評価を交換することが出来るため、自分に対する悪評を他人に擦り付けたり、他人の好評価を奪ったりと集団面接においては無類の強さを発揮する能力。能力の使用を認識できるのは能力者だけなので、能力を何度使用してもほかの人間は入れ替わってることにさえ気付かない。ただし交換出来るのは似た立場の人間だけなので、自分と面接官の立場を入れ替えてやり過ごすといったことは出来ない。

花観月哲夫（はなみづき てつお）
フルフルと契約した就活生で、いずみと共にイヌザらスのインターンシップに現れた能力者。いずみと同じくポンコツな印象をカズヤに与えていたが実はセイヤに従う配下であり、セイヤの指示によりカズヤを油断させるための演技であった。しかし演技といえど、カズヤに恥をかかされたことを憎々しげに語って借りを返すことを公言するなど、執念深い性格をしている。
セイヤに対する忠誠心はかなり高く、生きる見込みがかなり薄くなってしまった状態でも見捨てることはせず心配をしている。
四選択一（ファイナルアンス）
開いた質問（はい、いいえで答えられない質問）をした時、ゲームのディスプレイのように四択が表示され、その中に必ず正解が含まれている能力。質問は人間だけでなく、紙の問題に対しても行うことが出来る。能力の制限は以下の通り。
- 同じ質問を何度もすることは出来ない。また同じ回答になる質問も不可。
- 同じ質問でなければ、質問を変えて何度でも同じ相手に質問することは可能。
- 1日に可能な質問は10個まで。
- 表示された回答はほかの能力者にも見えてしまう。（悪魔には見えない）

嶋セイヤ（しま セイヤ）
フルーレティと契約した就活生で、カズヤを抹殺するため、いずみと花観月を従えて現れた。本名は『蓼丸セイヤ』で、蓼丸豪の血を引いているが母は本妻ではない。カズヤとは蓼丸の後継者として競い合う立場ではあったが仲は良かった、しかし後継者を決めるテストで同じ答えを出すという約束をカズヤに反故にされ裏切られた結果、母と一緒に蓼丸家から追放されてしまう。それ以来蓼丸財閥やカズヤに対して憎悪を抱いており、フルーレティと契約した能力で主に蓼丸財閥に関わる建物に対してテロ行為を働き、面接でも自作自演の救出劇を行うことで社長から高評価を得ると同時にカズヤにその罪を擦り付けようと目論んでいた。
しかしその最中、カズヤに能力使用における隙を突かれ、テロ行為に加担しているであろう発言を乾財閥の令嬢に聞かれてしまい、更にテストでカズヤに裏切られたこと自体が自分の母に頼まれて行ったという事実も明らかになってしまう。事件の影響で面接自体が中断されているため、悪魔との契約である不合格による死も宙に浮いた状態にある。しかし、死んではいない＝失敗扱いではないということでただ座して死を待つようなことはせず、引き続き能力を使って財閥関係者に取り入ろうとしたりキャリア不問の就職試験に挑んだりしている。
硬貨爆弾（コインプロージョン）
硬貨を価値に応じた威力の爆弾へと変える能力。就活には全く使い道が見当たらない能力で、フルーレティから能力を聞いたセイヤは死にそうな顔をしていたとのこと。能力の制限は以下の通り。
- 爆弾化する際は硬貨を握り締める必要があり、起爆は握りしめた手を開くことで行う。
- 複数の硬貨を爆弾化している場合は、爆弾化した硬貨のある方向に手の甲を向けることで起爆をコントロールする。
- 一度に設置出来るのは同時に4枚まで。ただしフルーレティの助力で12枚まで増やすことが出来る。
- 日本の硬貨だけではなく、外国のコレクション硬貨なども使用可能。

鈴木サスケ（すずき サスケ）
『サツリクルート0』に登場し、エリゴスと契約した就活生。『尻取評決』の能力で合格の山を築いていたが、面接官として現れたカズヤにしりとりで会話していることに気付かれてしまい、しりとり勝負を挑まれる。カズヤが席を外している間に勝利条件を満たして勝ち抜けしたが、その隙を与えたこと自体がカズヤの罠であったことに気付いていない。結果、エリゴスからは捨て駒扱いされてしまい、天雲財閥の試験に挑まされ敢え無く散った。それなりに頭は回る方であったようだが、相手をこき下ろすことを平然と行うなど、人格、能力共に優秀とはいえない人物。
尻取評決（ワードチェーン）
面接中に相手の会話でしりとりを行い、相手の言葉の最後に「ん」を言わせれば、その時点で評価が最高となり合格となる能力。しりとりは単語ではなく、自由に構築した文章で回答可能な故に応用を利かせやすい。フロア発動型の能力なので、面接する部屋にいる者ならば誰が最後に「ん」を言っても条件を満たすことが出来るため、極端に言ってしまえば面接官との会話も必要ない。自分の言葉が「ん」で終わるか、しりとりで返せなくなったら敗北とみなされ死亡する。

### 悪魔
マモン
木村厳龍斎と契約したグラマラスな悪魔。アガリとは仲が悪く、お菓子の取り合いやスタイルの自慢など低レベルの争いを繰り広げている。カズヤと厳龍斎を面接でブッキングさせてゲームを愉しもうとしたが、カズヤが自分達の意図に気付いていながらも反逆の意志を見せたため、カズヤを殺すためだけにほかの悪魔達をけしかけたり、自分の役に立たないと判断したら厳龍斎をあっさり見捨てて即刻切り捨てるなど、自身のプライド守ることを重視している。能力の条件なども伝えていなかった様子。
シトリー
棗はじめと契約をした少女の姿の悪魔。マモンからカズヤの抹殺するゲームの誘いに乗って参加した。棗の「ゲームに勝ったら胸を見せて欲しい」という要求に対してその場で胸を見せるなど、羞恥心はあまり持っていない模様。
ムルムル
小川いずみと契約した双子悪魔の姉。マモンの誘いからではなくセイヤの仲間を増やすため、フルーレティを介してゲームに参加した。
フルフル
花観月哲夫と契約した双子悪魔の妹。ムルムルと同じくセイヤの仲間を増やすため、フルーレティを介してゲームに参加した。
フルーレティ
嶋セイヤと契約した女性悪魔。マモンからカズヤの抹殺するゲームの誘いに乗って参加した。爆発を起こすという就職活動にはどうやっても使えない能力故に、一年前のゲームは不参加だった。そもそも就活というものをあまり把握しておらず、自分の能力が如何に役に立たないかを理解していない。登場した悪魔の中では理知的な方ではあるが、カズヤのみならず悪魔を敵に回すことを躊躇わない程のセイヤの器と抱えた憎しみの大きさを測り間違えてしまっている。
エリゴス
『サツリクルート0』に登場し、鈴木サスケと契約した女性悪魔。当初は面接官として現れたカズヤを面白い人材だと思ってアガリに報告していたが、悪魔を知らないはずのカズヤが自分達の存在を探ろうとしていることに気付いたため、これ以上蓼丸に下手に関わると敵の悪魔にまで情報が漏れると判断し、即座に鈴木を本来の目的である天雲財閥へと挑ませている。1年前のこの出来事が、本編にてアガリがカズヤに接触した切っ掛けとなっている。
口伝鈔ねね（くでんしょう ねね）
天雲財閥に入り込んでいる少女の悪魔で、本名は『リリン』。アガリ達とは敵対している派閥の悪魔。他人が自分と違う意見を述べることを一切許さない独裁者気質の性格をしている。アガリの協力者として天雲財閥の採用試験に乗り込んできたいずみの面接官として現れる。面接官である立場を利用して自身の能力の条件を易々と満たし、いずみを追い詰めるが、勝利を確信した最後の瞬間に勝ち誇って嘲笑うという性格の隙を突かれ、『三点魅惑』の全ての条件を先に満たしてしまい敗北、いずみに惚れて内定を出してしまう。自分の恋心が悪魔の能力であることには気付いておらず、面接の翌日に用もなく再びいずみを呼び出すなどベタ惚れ状態になっている。
強制服従（サブミッション）
『「従う」に準ずる言葉を言わせる(心がこもってなくても可)』『相手を心から動揺させる』の2つの条件をクリアすることで発動する。効果は666日継続、同時にかけられる人数は4280人までと『三点魅惑』の完全上位互換の凶悪な能力で、条件を満たすとねねの命令を聞くだけの人形となってしまう。面接開始直後に就活生全員に「従う」と言わせたり、圧迫面接の如く高圧的な態度で迫ることで動揺させたりと、面接官である立場を利用して、自身の能力の条件を満たし易い環境を造り上げている。欠点は能力にかかった人間は思考力を持たない従順な奴隷に成り下がるため、まともな業務をさせようとする相手には使えないこと。

東大寺信吾（とうだいじ しんご）
天雲財閥に入り込んでいる大男のサングラスをかけた悪魔で、本名は『マルコシアス』。用心深く忠誠心の高い性格故に自分の能力を明かしていない。アガリの協力者として天雲財閥の採用試験に乗り込んできた厳龍斎の面接官として現れる。最終試験にも関わらず明確な答えのないアンケート紛いのペーパーテストを実施したり、カンニングした瞬間を見ていないのに、カンニングをした違反者を即座に叩きのめすなど、大柄で威圧的な風貌も相まって意図や能力が不明な不気味な人物。そのアンケートじみた筆記試験の目的は、人間と思考回路が全く異なる悪魔では決して代理が不可能な、箱舟のバランサーを担う「最も多くの人間と同じ思考をする人間」を割り出す、というもの。簡潔に言えば、筆記試験の皮をかぶった決まった回答のない多数決である。
実は、自身の能力を完全には制御できず一人孤独に過ごしていたが、そこから救ってくれた久遠に絶対の忠誠を誓っている。
後述の理由で普段は「見えないサングラス」を装着しているため、目を合わせないといけない厳龍斎の過剰反応はそのままでは条件未達で無効となってしまう。しかし、「別経路」で視線を交わすことができれば有効となる。
融通が利かない性格で不自然さを器用に隠そうとしなかったために厳龍斎に能力と筆記試験の正体を看破される。そして、過剰反応によって自身の能力を制御不能状態に追い込まれ、文字通りの意味で自分を見失って厳龍斎のカンニングに対処できなくなったことで彼の合格を許してしまう。なお、ねねとは違って誰かしらの能力の影響を受けたらしいという自覚はあるが、別に不審者がいたためひとまず厳龍斎は疑惑の対象から外れることができた。
視界傍受（シージャック）
範囲内にいる全ての視界を共有する能力。マルコシアスの意識からは、自分を含めた範囲内にいる全員の視界がディスプレイのように表示された空間でそれらを眺める形となっている。
人数制限がなく200から6600メートルの範囲で制御可能で一切条件を必要としない代わりに、ON/OFFできない上にどれが誰の視界なのか判別することができないなどデメリットを複数抱えている。過剰反応の影響で暴発したため、感情次第で有効範囲が変動する様子。
普段は久遠からもらった「見えないサングラス」を装着している間だけ真っ暗な視界を自分の視界と認識している。しかし、外的要素での対処であるので慣れるための訓練を必要とし、対象人数が増えすぎてしまうと「真っ黒な視界」自体がどこか見失ってしまう。

テラー・サンスクリット
天雲財閥に入り込んでいるチャラついた言動の悪魔。本名は「キマリス」。テレビ好きが高じて普段はテレビ局の敏腕チーフプロデューサーとして精力的に仕事をこなしている。ねねが敵対する悪魔と契約した能力者に敗れたであろうことにも気付いているが、自分達の目的よりも面白さを優先する性格をしているため、東大寺にはあえて伝えていない。能力の詳細は不明であるが、「エンターテインメントと呼ばれるものを全て再現できる」とのこと(ただし人間の生の感情などは再現不可能な様子)。
内定数不問という常識外の条件を提示したため、関係者を慌てさせるも一切意に介さず自分が楽しみたいように試験を進める。事前に献上すべき人材は見繕っており、試験の内容は「絶望に沈んだ映像を取りたい」という彼の趣味に他ならない。
十号霧人（じゅうごう きりと）
天雲財閥に入り込んでいるメガネをかけた優男風の悪魔。本名は『メフィスト』。人間の本性が見えるインターネットを好んでいる。サンスクリットとは好みや意見が合わず、常に低レベルの言い争いをしている。人が過去についた嘘を全て暴くことができる。
久遠宗司（くおん そうじ）
天雲財閥に入り込んでいる悪魔。本名は『サタナキア』。天雲財閥の副CEOであるが事実上の実権を握る人物。『揺り籠』と呼ばれる洗脳システム構築のために優秀な人間を集めている。誰も知らないはずのマルコシアスの能力の詳細を知っていた。
経緯は不明であるが、天雲財閥CEOの六道羅刹とは友人関係にある。車いすで移動せざるを得ない病状の彼に代わってトップ代理を務めている形であり、強奪したという訳ではない様子。しかし、当の病自体悪魔によって齎されていることを羅刹は知らない。十号は羅刹を愚か者と見下しているが、久遠本人はどう思っているかは語られていない。

### そのほかの人物
蓼丸豪（たでまる ごう）
カズヤの父親で蓼丸財閥のCEOを務めていた。一代で蓼丸財閥を成すなど経営手腕はあるようだが、同時に裏金などの黒い噂も絶えなかった。聞こえの良い言葉で巧みに相手を騙し、その企業を買収すると同時に社員を全てリストラしてしまうなど、方方から恨みを買っており、最後は部下に謀反を起こされてCEOから更迭されてしまい、現在は消息不明。
乾秋華（いぬい あきか）
乾財閥を束ねる乾家の三女。自分を褒める時は「美人ではなく超美人と呼べ」などと言ってのけ、セイヤの仕掛けたテロ行為による危機に対しても、真っ先に自分を助けに来たのが就活生であることに不満を述べて舌打ちするなど、見た目こそ綺麗な女性だが内面は傲慢が服を着て歩いているような狭量な人物。その支配者としての器の狭さをセイヤに利用されてしまったが、カズヤの策略によってテロ行為に関して最も怪しい人物がセイヤであることが暴露されてしまう。事件後は救助隊に保護されていったが、セイヤに対する処遇は不明のままとなっている。
セイヤの母親
嶋セイヤの母。蓼丸豪の妾としてセイヤを産んだが、同時に蓼丸の背負う業と非道な行いを散々目にしてきたため、セイヤが蓼丸の後継者になることは望んでいなかった。苦渋の決断の末にセイヤとの約束を裏切り、後継者になってもらうようにカズヤに懇願した。年端もいかない子供に非道な立場を押し付けるという行為に、本人もどれだけ酷い願いをしているかは判っていたが、それでも本音を隠さずに正面からセイヤのためにお願いをする姿には、利用されることを嫌うカズヤも悪い印象を持っておらず、ここまでして息子のことを守ろうと必死になれる愛情を羨ましいとさえ感じていた。その結果、カズヤは彼女の願いを受け入れ、私利私欲でセイヤを裏切ったような振りをしていた。蓼丸家から僅かな手切れ金と共に追放された後、しばらくしてから病死している。
大森真知子
いずみが口伝鈔ねねの面接に挑んだ際、偶然隣になった車が好きな女性。あまりにも車が好きなため、車の話になると途端に饒舌になり、我を忘れてテンションが上がってしまう程の車好き。面接の際、ねねに彼女の純粋な想いを踏み躙られて奴隷となってしまう。しかし、そのことがねねの圧倒的な能力と敗北のリスクに気後れしていた、いずみの闘争心に火を点け、勝利を掴み取る一因となった。

## 用語
スコーチド
日本を襲った大恐慌。就職難や大量の自殺者を出す事件が頻発するなど、未だに恐慌の影響の爪痕は深く残っている。あまりに凄惨なかつ深刻な不況となったため、人々の間では悪魔の仕業などと噂されているが、実際に悪魔達が仕掛けた策略によって引き起こされた事件であった。
4大財閥
大恐慌『スコーチド』による荒波を乗り切り、権力の大部分を握った4つの企業である『蓼丸財閥』『天雲財閥』『乾財閥』『金箱財閥』のこと。作中ではこれらの財閥を中心とした世界になっており、『財閥侮辱罪』なる刑罰まで施行されている。
蓼丸財閥（たでまるざいばつ）
食に関する業界を牛耳っており、蓼丸豪が一代で築き上げた財閥。4大財閥の中でもトップの地位にあったがその反面、蓼丸豪の周りは裏金などの黒い噂が絶えなかった。部下の謀反によってCEOであった蓼丸一族は追放され、最終的には財閥ごと没落して天雲財閥に吸収された。
乾財閥（いぬいざいばつ）
実業団などのプロスポーツチームを多く抱える財閥。乾家による一族経営によって運営されているが個人評価に重きを置いているため、評価次第では最も出世しやすい財閥。
金箱財閥（かねばこざいばつ）
金融業界に幅を利かせる財閥で拝金主義の企業体質を持つ。財閥内の上位企業には必ず金箱家の人間を配置する完全なまでの一族経営を担っている。
天雲財閥（あまくもざいばつ）
特に強みのある分野はなかったが、まるで未来を読むかのように業績を伸ばす企業を買収し続けて巨大財閥に成長した。蓼丸財閥を追い抜いてトップ企業になり、更に蓼丸財閥を吸収したため、残った3大財閥の中でも一強の状態になっている。その急激な企業成長の裏には悪魔の存在があり、そもそも大恐慌である『スコーチド』を引き起こしたのも天雲に入り込んだ悪魔達が仕掛けたもの。

序列試験制度
財閥上位の会社の試験を受けるためには、同一財閥下位の内定を貰っていることが条件となる制度。分不相応な会社を目指す就活生を最初から篩い分けると同時に、優秀な就活生をほかの財閥へと逃がさない囲い込み制度。複数の財閥の会社の面接を受けることは禁止されてはいないが、当然のことながら各財閥の下位企業から内定を再び築いていく必要があるため、深刻な就職難の中でわざわざそんな苦労をする意味はない。この制度は企業側から見れば上位の企業、すなわち財閥の役に立つ人間を合格させて上に送ることで、自分達は財閥にとって役に立つ企業であるとアピールする意味もある。
悪魔
何処からか人間界にやってくる存在。基本的に人間を下等な生物として見下しているので、命が失われてもなんとも思わず、自分達に反抗したり、意にそぐわない行為をすることを許さない。大きな目的を果たすよりも、自分のプライドや性分を優先する悪魔が多く、たとえ優秀であろうと自分が気に入らなければ、ほかの悪魔に呼びかけてその人間を殺そうとするなど本末転倒なことになっていたりするため、アガリのように人間に協力的だったり、目的を優先して動く悪魔は少ない。悪魔も一枚岩という訳ではないらしく、仲間内で足を引っ張ったり、敵対する派閥が存在している。
人間ではないため、そのメンタリティや就活の仕組みを理解していなかったりするので、時折ちぐはぐな行動を取る場合もある。
能力
悪魔と契約することで、その悪魔の持つ能力を受け取ることが出来る。現在は就職活動を舞台にしたゲームが展開されているためか、『能力を譲渡する代わりに就職試験で不合格になれば死亡』という契約が就活生と結ばれている。以下は現在明かされている制限など。
- 悪魔から能力を聞いた時点で契約が成立し、契約解除は不可能。
- 就職活動のための契約ではあるが、日常生活でも使用可能。
- 能力を契約した人間に譲渡している間は悪魔の持つ本来の能力も激減する。
- 譲渡した能力は『不合格による死』を以て契約した悪魔に回収されるが、それ以外の方法で契約者が死んだ場合、悪魔側に何らかのペナルティが発生する。
- あくまでも『就職試験で不合格になれば死亡』であるため、就職体験などの不合格が存在しない内容ならば失敗しても構わない。
- 就職試験で不合格となった者は悪魔に意識を乗っ取られ自殺するように誘導される。
- 悪魔の能力は悪魔同士では観測が可能だが、人間に譲渡してから使用すると悪魔には能力の観測が出来なくなる。
- 能力者となった者はほかの能力者の観測が可能。カズヤの『消失』のように記憶が消えるタイプであっても、自分も能力の対象に入っていれば何かの能力を使用されたということには気付ける。
- 他者の能力の使用は一定距離以内ならば観測可能となっているが、厳密にはその『能力者が』一定距離内にいることが観測する条件であり、能力の効果が発現した場所は関係ない。

トロイ
久遠達が用意した洗脳システムの『揺り籠』を内部から破壊する武器とするべく、アガリ達が敵対する悪魔に向けて用意した人間を指す。本来は優秀かつ悪魔の言いなりになる都合の良い人間を選ぶつもりだったが、アガリは扱い辛い性格というデメリットを考慮したうえでカズヤに協力を願い出ている。
揺り籠
久遠が率いる悪魔達が作り上げようとしている人間界を洗脳するシステム。久遠の正体であるサタナキアの洗脳能力を応用しており、大量の優秀な人間の脳を利用することで完成する。

## 書誌情報
単行本1巻から3巻には本編から1年前の出来事を描くスピンオフ『サツリクルート0』が掲載されている。
- 原作：MITA、作画：吉宗 『サツリクルート』 小学館〈裏少年サンデーコミックス〉、全7巻
  1. 2016年4月12日発売 ISBN 978-4-09-127227-0
  2. 2016年5月12日発売 ISBN 978-4-09-127256-0
  3. 2016年9月16日発売 ISBN 978-4-09-127385-7
  4. 2016年12月12日発売 ISBN 978-4-09-127459-5
  5. 2017年2月10日発売 ISBN 978-4-09-127518-9
  6. 2017年3月17日発売 ISBN 978-4-09-127551-6
  7. 2017年7月12日発売 ISBN 978-4-09-127635-3